# أمريكاز موست ميوزيكال فاميلي
أمريكاز موست ميوزيكال فاميلي (بالإنجليزية: America's Most Musical Family) هو برنامج مسابقات غنائي أمريكي واقعي، تم بثه على قناة نيكلوديون من 1 نوفمبر 2019 إلى 17 يناير 2020. ويضم البرنامج 30 عائلة موهوبة تتنافس على عقد إنتاج موسيقي مع شركة ريبابليك ريكوردز بالموازاة مع جائزة نقدية بقيمة 250،000 دولار. وقد فازت بالمسابقة عائلة The Melisizwe Brothers.

## روابط خارجية
- أمريكاز موست ميوزيكال فاميلي على موقع IMDb (الإنجليزية)
- أمريكاز موست ميوزيكال فاميلي على موقع كينوبويسك (الروسية)
- أمريكاز موست ميوزيكال فاميلي على موقع قاعدة بيانات الفيلم (الإنجليزية)